# Hanulin
Hanulin est une localité polonaise de la gmina et du powiat de Kępno en voïvodie de Grande-Pologne.